# Cerezal de Peñahorcada
Cerezal de Peñahorcada ist eine westspanische Gemeinde (municipio) in der Provinz Salamanca in der Autonomen Gemeinschaft Kastilien-León. 2024 hatte die Gemeinde 67 Einwohner. 

## Lage
Cerezal de Peñahorcada liegt etwa 110 Kilometer westnordwestlich von Salamanca in einer Höhe von ca. 700 m im Parque Natural de las Arribes del Duero.
Das Klima ist mäßig. Es fällt Regen in einer mittleren Menge (ca. 650 mm/Jahr).

## Bevölkerungsentwicklung
| Jahr      | 1900 | 1950 | 1960 | 1970 | 1981 | 1991 | 2001 | 2011 | 2021 |
| Einwohner | 538  | 459  | 460  | 334  | 185  | 163  | 127  | 90   | 64   |

## Sehenswürdigkeiten
- Markuskirche (Iglesia de San Marcos)

## Persönlichkeiten
- Casimiro Hernández Calvo (* 1941), Politiker